# Super Liga 2023-2024 (Moldavia)
La Super Liga 2023-2024 è stata la 33ª edizione della massima serie del campionato moldavo. La stagione è iniziata il 5 agosto 2023 ed è terminata il 18 maggio 2024.
Il Petrocub Hîncești ha vinto il suo primo titolo della sua storia, interrompendo la striscia di otto titoli consecutivi dello Sheriff Tiraspol.

## Stagione

### Novità
Al termine della Super Liga 2022-2023, è retrocessa in Liga 1 la Dinamo-Auto. Pur avendo vinto i play-off  di Liga 1 2022-2023, la formazione transnistra non è stata ammessa in massima serie dalla federcalcio moldava per il mancato ottenimento della licenza nazionale. Al suo posto, la federcalcio aveva inizialmente designato lo Spartanii Selemet come sostituto della Dinamo-Auto. Tuttavia, in una riunione del comitato esecutivo del 26 giugno, è stato designato il Florești come ottavo partecipante della massima serie.
Il 15 luglio 2023, la federcalcio moldava, a seguito della rinuncia al campionato da parte dello Sfîntul Gheorghe, ha riammesso nuovamente lo Spartanii Selemet.

### Formato
Nella stagione regolare le 8 squadre partecipanti giocano un girone di andata e ritorno, per un totale di 14 giornate. Al termine di esse, le prime sei classificate accedono alla seconda fase del campionato, il girone scudetto che gioca partite di andata e ritorno, per un totale di 10 ulteriori giornate. La squadra prima classificata nel girone scudetto è campione di Moldavia e si qualifica per la UEFA Champions League 2024-2025, mentre seconda e terza si qualificano per la UEFA Conference League 2024-2025.
La vincente della Coppa di Moldavia si qualificherà per il terzo turno di qualificazione della UEFA Europa League 2024-2025. Se la vincitrice del campionato dovesse vincere anche la coppa nazionale, la seconda classificata andrà in Europa League, mentre terza e quarta in Conference League.
Le ultime due classificate della stagione regolare giocano un girone di andata e ritorno con le prime due classificate dei due gironi della Liga 1 per un posto in Super Liga.

## Squadre partecipanti
| Club              | Stagione attuale | Città    | Stadio                       | Stagione precedente    |
| ----------------- | ---------------- | -------- | ---------------------------- | ---------------------- |
| Bălți             |                  | Bălți    | Municipale                   | 6º posto in Super Liga |
| Dacia Buiucani    |                  | Chișinău | Zimbru-2 (Chișinău)          | 1º posto in Liga 1     |
| Florești          |                  | Florești | Municipale (Tighina)         | 2º posto in Liga 1     |
| Milsami Orhei     |                  | Orhei    | CSR Orhei                    | 4º posto in Super Liga |
| Petrocub Hîncești |                  | Hîncești | Municipale                   | 2º posto in Super Liga |
| Sheriff Tiraspol  | dettagli         | Tiraspol | Arenă Mică - Sheriff Stadium | Campione di Moldavia   |
| Spartanii Selemet |                  | Selemet  | Municipale (Suruceni)        | 4º posto in Liga 1     |
| Zimbru Chișinău   |                  | Chișinău | Zimbru                       | 3º posto in Super Liga |

## Allenatori e primatisti
| Squadra           | Allenatore | Giocatore più presente (tra parentesi il numero delle presenze)                 | Capocannoniere (tra parentesi il numero dei gol segnati) |
| ----------------- | --- | ------------------------------------------------------------------------------- | -------------------------------------------------------- |
| Bălți             | Veaceslav Rusnac | Álvaro Bely, Ruslan Chelari (23)                                                | Andrezinho (6)                                           |
| Dacia Buiucani    | Andrei Martin (1ª) Andrei Vicolaș (2ª) Viorel Frunză (3ª-14ª) e (1ª-10ª)                                                    | Ilie Botnari, Victor Dodon (24)                                                 | Dumitru Bivol (4)                                        |
| Florești          | Nicolai Țurcan | Eugeniu Rebenja (14)                                                            | Nicolai Solodovnicov (7)                                 |
| Milsami Orhei     | Vladimir Gudev | Vadim Bolohan, Radu Gînsari (23)                                                | Radu Gînsari (13)                                        |
| Petrocub Hîncești | Ivan Tabanov (1ª) Andrei Martin (2ª-14ª) e (1ª-10ª)                                                                         | Ion Jardan, Sergiu Plătică, Maxim Potîrniche, Dan Pușcaș (23)                   | Vladimir Ambros, Mihai Plătică (10)                      |
| Sheriff Tiraspol  | Roberto Bordin (1ª-7ª) Victor Mikhailov (8ª) Roman Pylypčuk (9ª-14ª) e (1ª-2ª) Victor Mikhailov (3ª-8ª) Jurij Hura (9ª-10ª) | Ricardinho (22)                                                                 | Amine Talal (8)                                          |
| Spartanii Selemet | Vlad Goian (1ª-8ª) Viorel Cojocaru (9ª-14ª)                                                                                 | Gheorghe Brînzaniuc, Sorin Chele, Ion Ghimp, Vasilie Luchiță, Pavel Nazari (13) | Sorin Chele (4)                                          |
| Zimbru Chișinău   | Lilian Popescu | Emmanuel Alaribe, Mihail Ștefan (23)                                            | Emmanuel Alaribe, João Paulino (7)                       |

## Prima fase

### Classifica finale
|  | Pos. | Squadra           | Pt | G  | V  | N | P  | GF | GS | DR  |
|  | ---- | ----------------- | -- | -- | -- | - | -- | -- | -- | --- |
|  | 1.   | Sheriff Tiraspol  | 34 | 14 | 11 | 1 | 2  | 35 | 7  | +28 |
|  | 2.   | Petrocub Hîncești | 28 | 14 | 8  | 4 | 2  | 29 | 7  | +22 |
|  | 3.   | Milsami Orhei     | 28 | 14 | 9  | 1 | 4  | 20 | 14 | +6  |
|  | 4.   | Zimbru Chișinău   | 25 | 14 | 8  | 1 | 5  | 17 | 11 | +6  |
|  | 5.   | Bălți             | 22 | 14 | 7  | 1 | 6  | 26 | 22 | +3  |
|  | 6.   | Dacia Buiucani    | 12 | 14 | 3  | 3 | 8  | 14 | 32 | -18 |
|  | 7.   | Florești          | 10 | 14 | 3  | 1 | 10 | 18 | 33 | -15 |
|  | 8.   | Spartanii Selemet | 2  | 14 | 0  | 2 | 11 | 9  | 42 | -33 |

Legenda:
      Ammesse alla seconda fase
      Ammesse alla seconda fase della Liga 1 2023-2024
Note:
Tre punti a vittoria, uno a pareggio, zero a sconfitta.

### Risultati
|                   | Băl       | Dac  | Flo  | Mil  | Pet  | She  | Spa  | Zim  |
| ----------------- | --------- | ---- | ---- | ---- | ---- | ---- | ---- | ---- |
| Bălți             | ––––\| \| | 3-0  | 2-1  | 3-0  | 0-4  | 3-1  | 1-1  | 0-1  |
| Dacia Buiucani    | 1-5       | –––– | 2-1  | 1-2  | 0-1  | 0-4  | 1-1  | 1-3  |
| Florești          | 2-3       | 2-2  | –––– | 1-0  | 0-1  | 0-4  | 4-0  | 1-2  |
| Milsami Orhei     | 2-1       | 3-0  | 2-1  | –––– | 1-1  | 2-0  | 3-1  | 1-0  |
| Petrocub Hîncești | 3-0       | 0-0  | 6-0  | 2-0  | –––– | 0-1  | 3-2  | 0-2  |
| Sheriff Tiraspol  | 4-0       | 5-0  | 5-1  | 2-1  | 0-0  | –––– | 4-0  | 2-0  |
| Spartanii Selemet | 1-5       | 1-4  | 1-3  | 1-2  | 0-7  | 0-2  | –––– | 0-1  |
| Zimbru Chișinău   | 1-0       | 1-2  | 3-1  | 0-1  | 1-1  | 0-1  | 2-0  | –––– |

## Seconda fase

### Classifica finale
|  | Pos. | Squadra           | Pt | G  | V | N | P | GF | GS | DR  |
|  | ---- | ----------------- | -- | -- | - | - | - | -- | -- | --- |
|  | 1.   | Petrocub Hîncești | 24 | 10 | 7 | 3 | 0 | 30 | 5  | +22 |
|  | 2.   | Sheriff Tiraspol  | 18 | 10 | 5 | 3 | 2 | 16 | 9  | +7  |
|  | 3.   | Zimbru Chișinău   | 17 | 10 | 5 | 2 | 3 | 16 | 12 | +4  |
|  | 4.   | Milsami Orhei     | 10 | 10 | 2 | 4 | 4 | 11 | 12 | -1  |
|  | 5.   | Bălți             | 8  | 10 | 2 | 2 | 6 | 7  | 19 | -12 |
|  | 6.   | Dacia Buiucani    | 4  | 10 | 0 | 4 | 6 | 6  | 26 | -20 |

Legenda:
      Campione di Moldavia e ammessa alla UEFA Champions League 2024-2025.
      Ammessa alla UEFA Europa League 2024-2025
      Ammesse alla UEFA Europa Conference League 2024-2025.
Note:
Tre punti a vittoria, uno a pareggio, zero a sconfitta.

### Risultati
|                   | Băl       | Dac  | Mil  | Pet  | She  | Zim  |
| ----------------- | --------- | ---- | ---- | ---- | ---- | ---- |
| Bălți             | ––––\| \| | 2-2  | 1-0  | 0-3  | 1-2  | 2-1  |
| Dacia Buiucani    | 1-1       | –––– | 1-4  | 0-7  | 0-3  | 0-2  |
| Milsami Orhei     | 3-0       | 1-1  | –––– | 1-1  | 0-0  | 0-0  |
| Petrocub Hîncești | 5-0       | 3-0  | 3-0  | –––– | 2-1  | 4-1  |
| Sheriff Tiraspol  | 2-0       | 1-1  | 2-1  | 1-1  | –––– | 4-1  |
| Zimbru Chișinău   | 3-0       | 2-0  | 3-1  | 1-1  | 2-0  | –––– |

## Statistiche

### Capoliste solitarie

#### Prima fase
|    | —— | ——  | —— | —— | —— | —— | ——  | ——               | ——               | ——               | ——               | ——               | ——               | —— |  |
|    |    | She |    |    |    |    | Mil | Sheriff Tiraspol | Sheriff Tiraspol | Sheriff Tiraspol | Sheriff Tiraspol | Sheriff Tiraspol | Sheriff Tiraspol |    |  |
|    |    |     |    |    |    |    |     |                  |                  |                  |                  |                  |                  |    |  |
|    |    |     |    |    |    |    |     |                  |                  |                  |                  |                  |                  |    |  |
| 1ª | 2ª | 3ª  | 4ª | 5ª | 6ª | 7ª | 8ª  | 9ª               | 10ª              | 11ª              | 12ª              | 13ª              | 14ª              |    |  |

#### Seconda fase
|     | —— | —— | ——                | ——                | ——                | ——                | ——                | ——                | ——                | —— |  |
| Pet |    |    | Petrocub Hîncești | Petrocub Hîncești | Petrocub Hîncești | Petrocub Hîncești | Petrocub Hîncești | Petrocub Hîncești | Petrocub Hîncești |    |  |
|     |    |    |                   |                   |                   |                   |                   |                   |                   |    |  |
|     |    |    |                   |                   |                   |                   |                   |                   |                   |    |  |
| 1ª  | 2ª | 3ª | 4ª                | 5ª                | 6ª                | 7ª                | 8ª                | 9ª                | 10ª               |    |  |

### Classifica marcatori
| Gol |  |  | Giocatore            | Squadra           |
| --- |  |  | -------------------- | ----------------- |
| 13  |  |  | Radu Gînsari         | Milsami Orhei     |
| 10  |  |  | Mihai Plătică        | Petrocub Hîncești |
| 10  |  |  | Vladimir Ambros      | Petrocub Hîncești |
| 8   |  |  | Amine Talal          | Sheriff Tiraspol  |
| 7   |  |  | Emmanuel Alaribe     | Zimbru Chișinău   |
| 7   |  |  | Cedric Badolo        | Sheriff Tiraspol  |
| 7   |  |  | Nicky Cleșcenco      | Petrocub Hîncești |
| 7   |  |  | Henrique Luvannor    | Sheriff Tiraspol  |
| 7   |  |  | João Paulino         | Zimbru Chișinău   |
| 7   |  |  | Nicolai Solodovnicov | Florești          |
| 6   |  |  | Andrezinho           | Bălți             |